# بئر المکسور (اسرائیل)
بئر المکسور (به لاتین: Bir al-Maksur) یک منطقهٔ مسکونی در اسرائیل است که در شمال واقع شده‌است.